# FK Gagra
Der FK Gagra (russisch ФК Гагра) ist ein abchasischer Fußballverein aus der Stadt Gagra. Der 2006 gegründete Verein sieht sich in der Tradition des im abchasischen Bürgerkrieg aufgelösten Klubs Dinamo Gagra, der bis 1991 in niedrigeren sowjetischen Ligen spielte, aber einige bekannte Spieler hervorbrachte, darunter Ruslan Adschindschal. In Georgien gibt es mit dem FC Gagra Tiflis ebenfalls einen Verein, der sich in der Nachfolge dieses Vereins sieht.
Der heutige FK Gagra spielt in der höchsten Spielklasse Abchasiens.
Seit seiner Gründung konnte Gagra dreimal den abchasischen Meistertitel erringen, darunter 2006, 2010 und 2012.
Seine Heimspiele trägt der FK Gagra im Daur-Achwlediani-Stadion aus, das bis zu 1500 Zuschauer fasst. Es ist nach Daur Achwlediani benannt.

## Bekannte ehemalige Spieler
- /  German Kutarba
- Andrei Sluschitelew